# ISO 3166-2:LA
ISO 3166-2:LA — стандарт Международной организации по стандартизации, который определяет геокоды. Является подмножеством стандарта ISO 3166-2, относящимся к Лаосу. Стандарт охватывает 16 провинций, 1 столичную префектуру — Вьентьян и 1 особую зону — Сайсомбун Лаоса. Каждый геокод состоит из двух частей: кода Alpha2 по стандарту ISO 3166-1 для Лаоса — LA и дополнительного кода, записанных через дефис. Дополнительный код образован двухсимвольным числом. Геокоды провинций, столичной префектуры и особой зоны Лаоса являются подмножеством кодов домена верхнего уровня — LA, присвоенного Лаосу в соответствии со стандартами ISO 3166-1.

## Геокоды Лаоса
Геокоды 16 провинций, 1 столичной префектуры и 1 особой зоны административно-территориального деления Лаоса.
| Геокод | Административная единица | Статус      |
| ------ | ------------------------ | ----------- |
| LA-AT  | Аттапы                   | провинция   |
| LA-PH  | Пхонгсали                | провинция   |
| LA-BK  | Бокео                    | провинция   |
| LA-SL  | Салаван                  | провинция   |
| LA-BL  | Боликхамсай              | провинция   |
| LA-SV  | Саваннакхет              | провинция   |
| LA-CH  | Тямпасак                 | провинция   |
| LA-VI  | Вьентьян                 | провинция   |
| LA-HO  | Хуапхан                  | провинция   |
| LA-VT  | Вьентьян                 | префектура  |
| LA-KH  | Кхаммуан                 | провинция   |
| LA-XA  | Сайнябули                | провинция   |
| LA-LM  | Луангнамтха              | провинция   |
| LA-XE  | Секонг                   | провинция   |
| LA-LP  | Луангпхабанг             | провинция   |
| LA-XI  | Сиенгкхуанг              | провинция   |
| LA-OU  | Удомсай                  | провинция   |
| LA-XN  | Сайсомбун                | особая зона |

## Геокоды пограничных Лаоса государств
- Таиланд — ISO 3166-2:TH (на западе),
- Вьетнам — ISO 3166-2:VN (на востоке),
- Камбоджа — ISO 3166-2:KH (на юге),
- Мьянма — ISO 3166-2:MM (на северо-западе),
- Китай — ISO 3166-2:CN (на севере).